# دبلیو دبلیو وی بی
دبلیو دبلیو وی بی(به انگلیسی: WWVB) ایستگاه رادیویی متعلق به مؤسسه ملی فناوری و استانداردها است که سیگنال زمان ارسال می‌کند و با دبلیو دبلیو وی در یک مکان قرار دارند.